# Zoltán Supola
Zoltán Supola (né le 25 septembre 1970 à Dunaújváros) est un gymnaste hongrois.
Il participe aux Jeux olympiques de 1992, 1996 et 2000.